# Gary Chang
Gary Chang, né le 22 février 1953 à Minneapolis, dans le Minnesota (États-Unis), est un compositeur américain de musiques de films.

## Filmographie

### Cinéma

#### Longs métrages
- 1986 : Class 89 (es) (3:15) de Larry Gross
- 1986 : Paiement cash (52 Pick-Up) de John Frankenheimer
- 1986 : Le Temple d'or (Firewalker) de J. Lee Thompson
- 1988 : Sticky Fingers de Catlin Adams
- 1989 : Dead Bang de John Frankenheimer
- 1989 : La Maison des Usher (The House of Usher) d'Alan Birkinshaw
- 1990 : Business oblige (A Shock to the System) de Jan Egleson
- 1990 : Le Flic de Miami (Miami Blues) de George Armitage
- 1990 : Coups pour coups (Death Warrant) de Deran Sarafian
- 1991 : L'Arme parfaite (The Perfect Weapon) de Mark DiSalle
- 1992 : Piège en haute mer (Under Siege) d'Andrew Davis
- 1993 : Sniper de Luis Llosa
- 1994 : F.T.W. de Michael Karbelnikoff
- 1995 : The Walking Dead de Preston A. Whitmore II
- 1995 : Im Sog des Bösen de Nikolai Müllerschön (en)
- 1996 : The Substitute de Robert Mandel
- 1996 : L'Île du docteur Moreau (The Island of Dr. Moreau) de John Frankenheimer
- 1997 : Double Team de Tsui Hark
- 1997 : Sous pression (Bad Day on the Block) de Craig R. Baxley
- 1998 : A Soldier's Sweetheart de Thomas Michael Donnelly
- 2001 : Kat de Martin Schmidt
- 2005 : Left Behind III: World at War de Craig R. Baxley
- 2005 : English as a Second Language de Youssef Delara
- 2005 : Sam's Lake d'Andrew C. Erin (en)
- 2010 : Finding Gauguin de Lee Donald Taicher

#### Courts métrages
- 2009 : Absolution de Ken Niblock
- 2010 : A Letter from Home de Mark Kirkland
- 2016 : Sparrow Duet de Steve Socki

### Télévision

#### Séries télévisées
- 1990 : The Marshall Chronicles
- 1991 : Marshall et Simon (Eerie, Indiana)
- 1999 : La Tempête du siècle (Storm of the Century) (feuilleton TV)
- 2002 : Rose Red (feuilleton TV)
- 2004 : Kingdom Hospital (feuilleton TV)

#### Téléfilms
- 1990 : L'École de la vie (Rising Son)
- 1990 : L'assassin est parmi nous (A Killer Among Us)
- 1990 : 83 Hours 'Til Dawn
- 1990 : Coma (Donor)
- 1991 : Murder in New Hampshire: The Pamela Wojas Smart Story
- 1992 : In the Line of Duty: Siege at Marion
- 1992 : The Nightman
- 1992 : Week-end meurtrier (Shadow of a Stranger)
- 1993 : The Last Hit
- 1993 : Double Deception
- 1993 : A Family Torn Apart
- 1993 : Full Eclipse
- 1994 : Deep Red (en)
- 1994 : Les Révoltés d'Attica (Against the Wall)
- 1994 : The Burning Season
- 1994 : Nowhere to Hide
- 1994 : Le Crépuscule des aigles (Fatherland)
- 1995 : The Avenging Angel
- 1995 : Original Sins
- 1996 : Andersonville, le camp de la mort (Andersonville)
- 1996 : Incitation au meurtre (Twisted Desire)
- 1996 : The Limbic Region
- 1996 : Code traque (Twilight Man)
- 1997 : Meurtre en direct (Murder Live!)
- 1997 : George Wallace
- 1998 : Écran noir à la tour de contrôle (Blackout Effect)
- 1998 : Les Soupçons de Mary (Silencing Mary)
- 1998 : Mind Games
- 1998 : Vietnam: Un adroit mensonge (A Bright Shining Lie)
- 1999 : Locked in Silence
- 1999 : Sous le charme d'un intrus (At the Mercy of a Stranger)
- 2000 : The Crossing
- 2000 : Virus mortel (Runaway Virus)
- 2000 : Les Yeux de la mort (A Vision of Murder: The Story of Donielle)
- 2000 : Au bout de la nuit (Range of Motion)
- 2002 : Sur le chemin de la guerre (Path to War)
- 2002 : Etrange voisinage (The Glow)
- 2002 : Sniper 2
- 2003 : Le Journal d'Ellen Rimbauer (The Diary of Ellen Rimbauer)
- 2003 : Le Diamant de la peur (Rush of Fear)
- 2003 : La Chute des héros (Word of Honor)
- 2008 : Aces 'N' Eights